# Maria Dunn
Maria Dunn (Tamuning, 6 marzo 1986) è una lottatrice statunitense nata a Guam, nazione per cui compete a livello internazionale.
È stata la prima lottatrice a rappresentare l'isola di Guam in un'edizione dei Giochi olimpici a Pechino 2008. Ha poi replicato la partecipazione a Londra 2012 ed è stata la portabandiera della delegazione nella cerimonia d'apertura dei Giochi.

## Palmarès
- Campionati oceaniani di lotta

Koror 2002: argento nei 59 kg.
Dededo 2004: oro nei 63 kg.
Pohnpei 2005: unica rappresentante di categoria nei 67 kg.
Hamilton 2007: oro nei 63 kg.
Canberra 2008: oro nei 63 kg.
Samoa 2010: unica rappresentante di categoria nei 63 kg.
Apia 2011: argento nei 67 kg.
Sydney 2012: oro nei 63 kg.